# Антуан Карон
Антуан Карон (фр. Antoine Caron 1521, Бове — 1599, Париж) — французький художник, представник маньєризму і школи Фонтенбло.

## Життєпис
Походить з міста Бове. За припущеннями, у Бове отримав і первісну художню освіту. Відомо, що в молоді роки працював по замовам церкви як майстер вітражів.
У період між 1540 та 1550 рр. працював у майстернях Фонтенбло, де керували італійці Франческо Пріматіччо і Ніколо дель Абате. Пройшов через культ малюнка, такого характерного для маньєризму і школи Фонтенбло як французького центру маньєризму. Сам працював художником-ілюстратором для тогочасних книг (Овідій, «Метаморфози», французьке видання).
Про творчі пошуки в малюванні свідчать його малюнки та замальовки, переведені у друковану графіку.
1561 року він отримав посаду надвірного художника королів Генріха ІІ та Катерини Медічі. До його обов'язків додали функцію режисера надвірних свят і урочистостей. Збережена невелика частина малюнків художника з сюжетами придворних свят. Частка малюнків Антуна Карона була використана як картони для створення тогочасних сюжетних килимів-аррасів.
Антуан Карон помер у Парижі 1599 року.

## Стиль Антуана Карона і місце в історії мистецтв

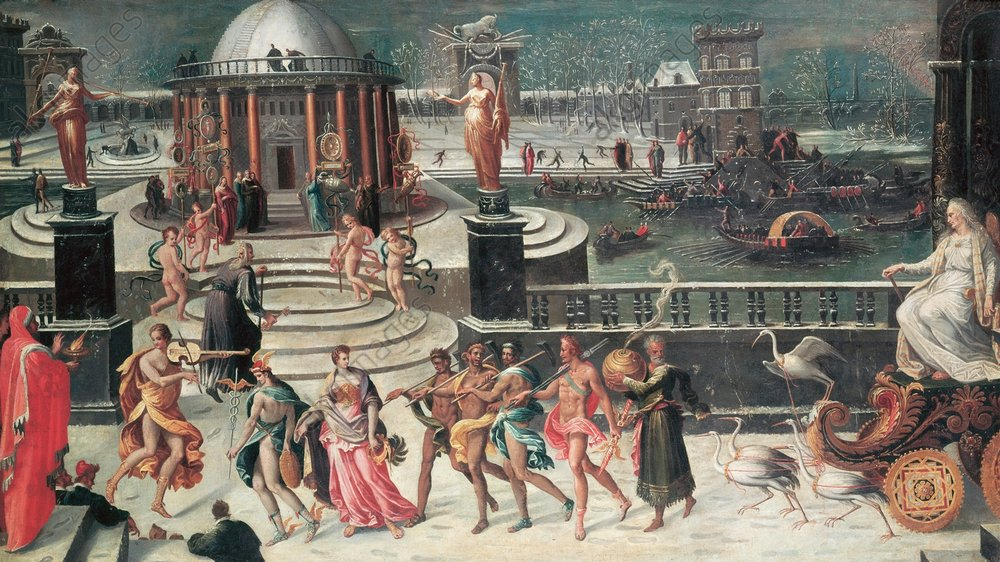
А. Карон. «Тріумф зими», бл. 1568 р., приватна збірка

Проблемою другорядних митців школи Фонтенбло було нівелювання їх художніх манер. Донині частка картин іде не під авторськими іменами, а під позначкою «майстер школи Фонтенбло», настільки близькі твори за стилістикою. Навпаки, у 20 ст. поціновувалась індивідуальність, неповторність художньої манери. Цей постулат використаний і для оцінок творчого надбання митців минулого. Антуан Карон відрізнявся помітною художньою індивідуальністю на тлі низки майстрів школи Фонтенбло. Більша частина творів Карона знищена, частка збережених віднесена до творчості інших митців. Збережені твори мають вплив вишуканості, елегантності і схильності до пістрявих фарб, переускладненості побудови , метафоричної і алегоричної художньої мови.

## Вибрані твори
- «Портрет шляхетної пані», 1577

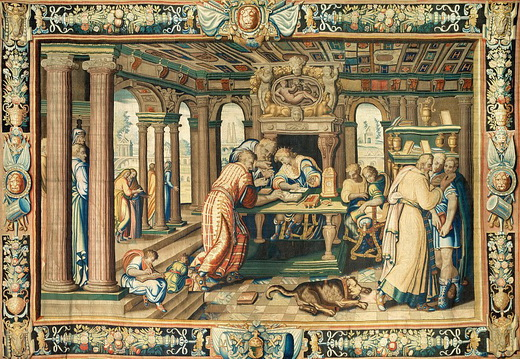
Картоньєр і художник Антуан Карон (1521—1599), аррас «Молодий король з радниками», серія «Легенда про Артемізію» 16 ст., Лувр, Париж.

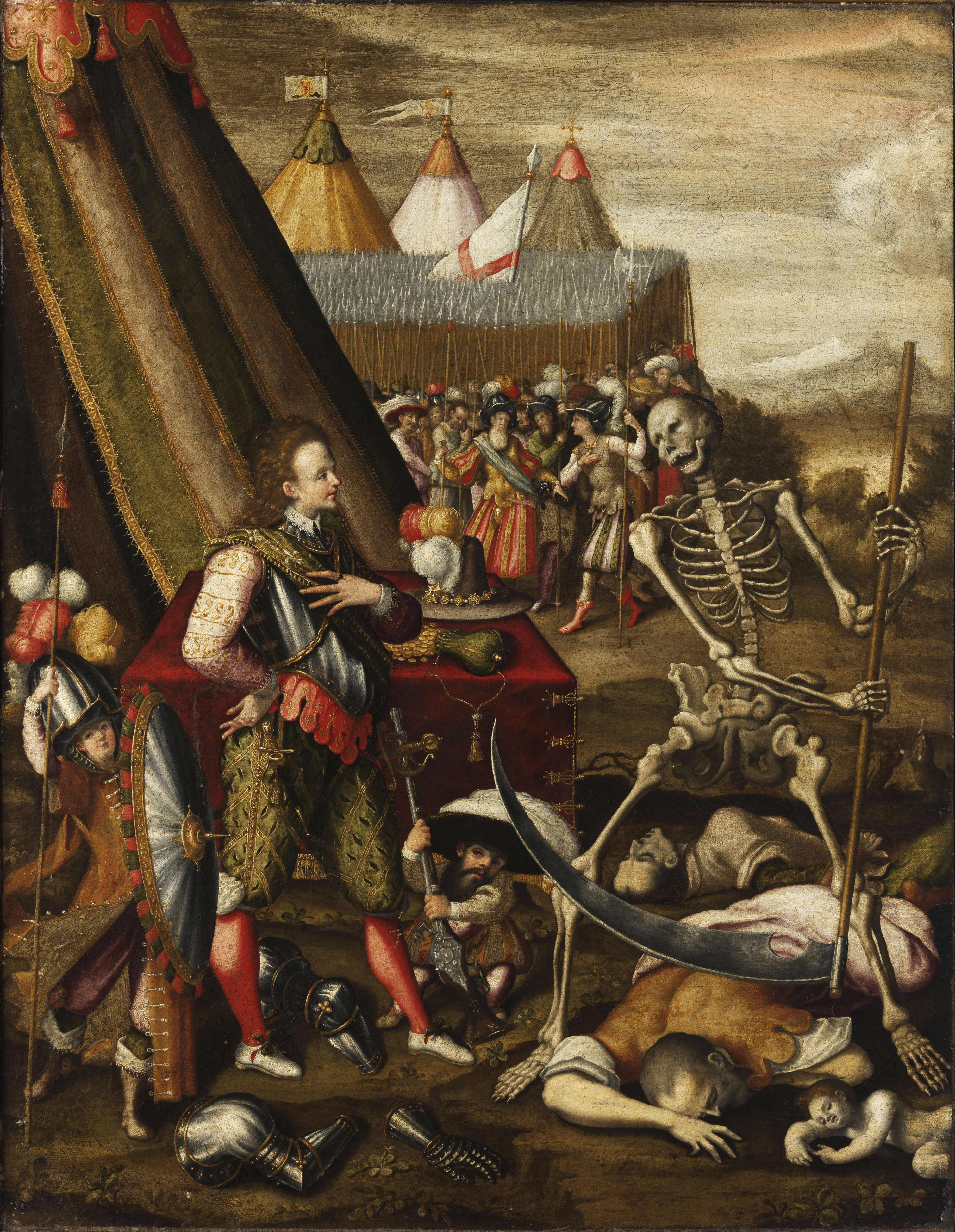
«Алегорія війни»

- "Арешт і молитва Томаса Мора ", Музей Блуа, Франція
- «Діана мисливиця»
- «Винищення тріумвірів у Стародавньому Римі», 1566, Лувр
- «Сивілла Тибуртинська і імператор Октавіан Август», до 1580
- «Науковці, що вивчають сонячне затемнення», Музей Гетті, Каліфорнія
- «Історія королеви Артемісії. Мавзолей для чоловіка», малюнок
- «Алегорія війни»
- «Тріумф зими», 1568
- «Алегорія померлого кохання», Лувр
- «Тріумф смерті»
- «Авраам і Мільхіседек»
- «Турнір зі слоном», 1598

## Галерея обраних творів

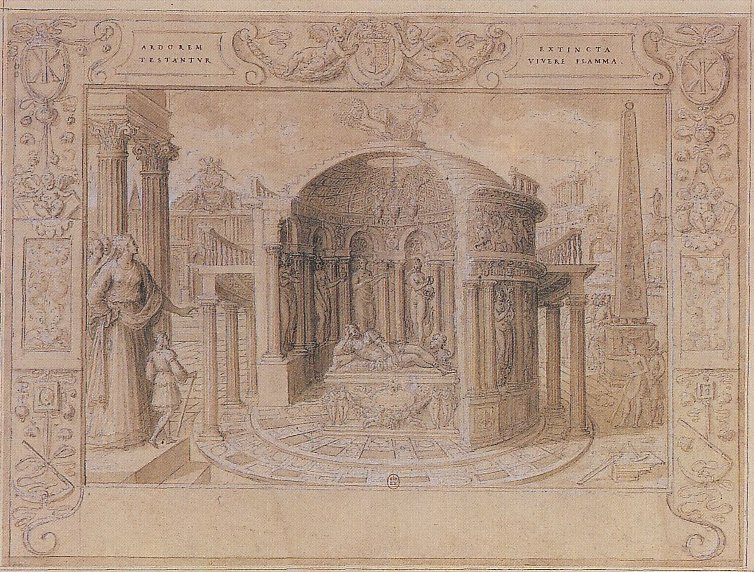
«Історія королеви Артемісії. Мавзолей для чоловіка», малюнок

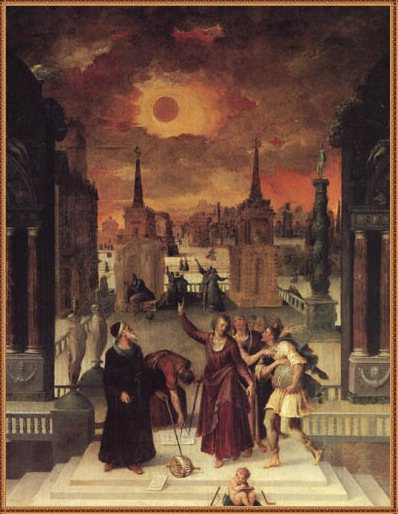
«Науковці, що вивчають сонячне затемнення»
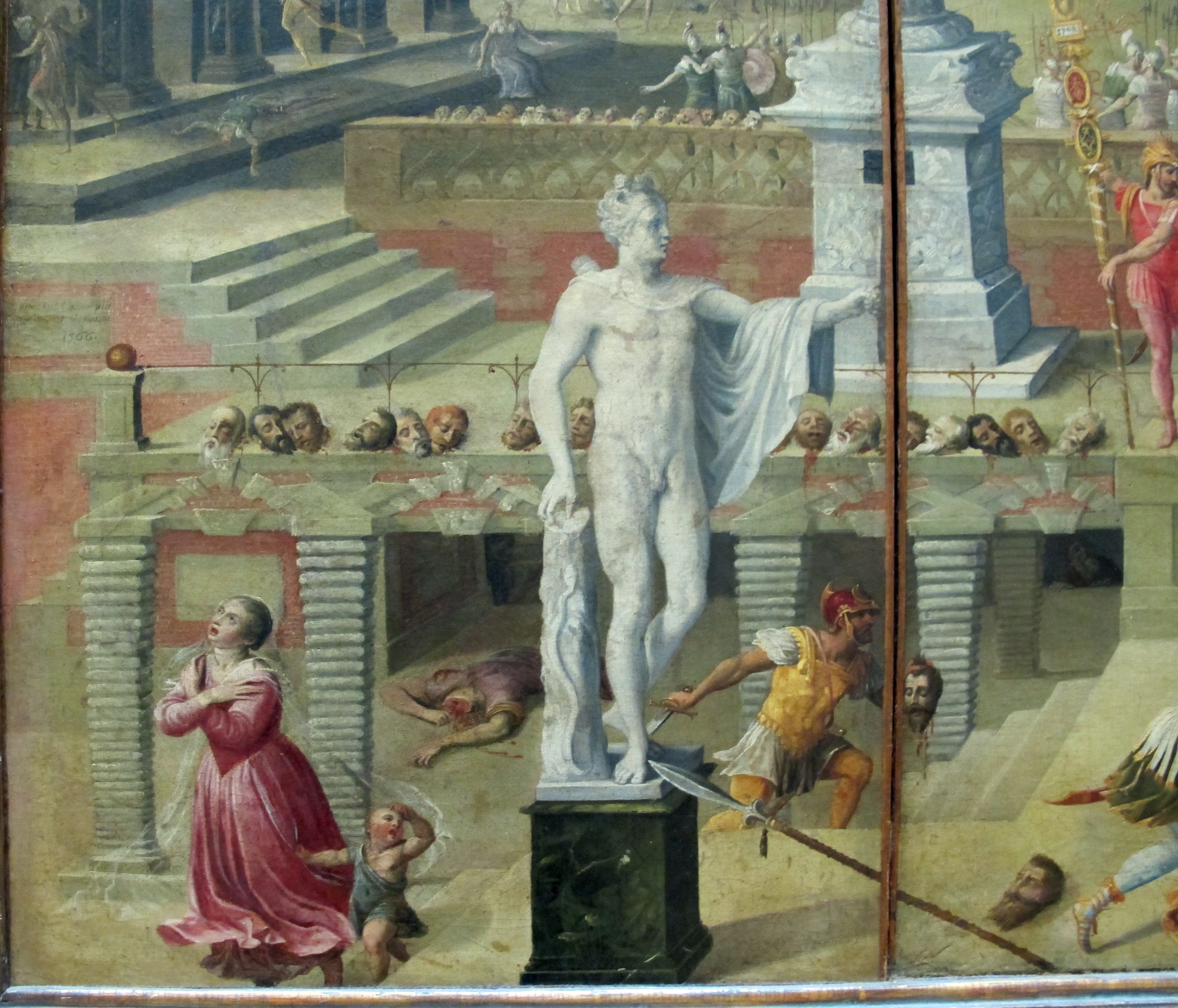
«Винищення тріумвірів у Стародавньому Римі», ліва частина композиції
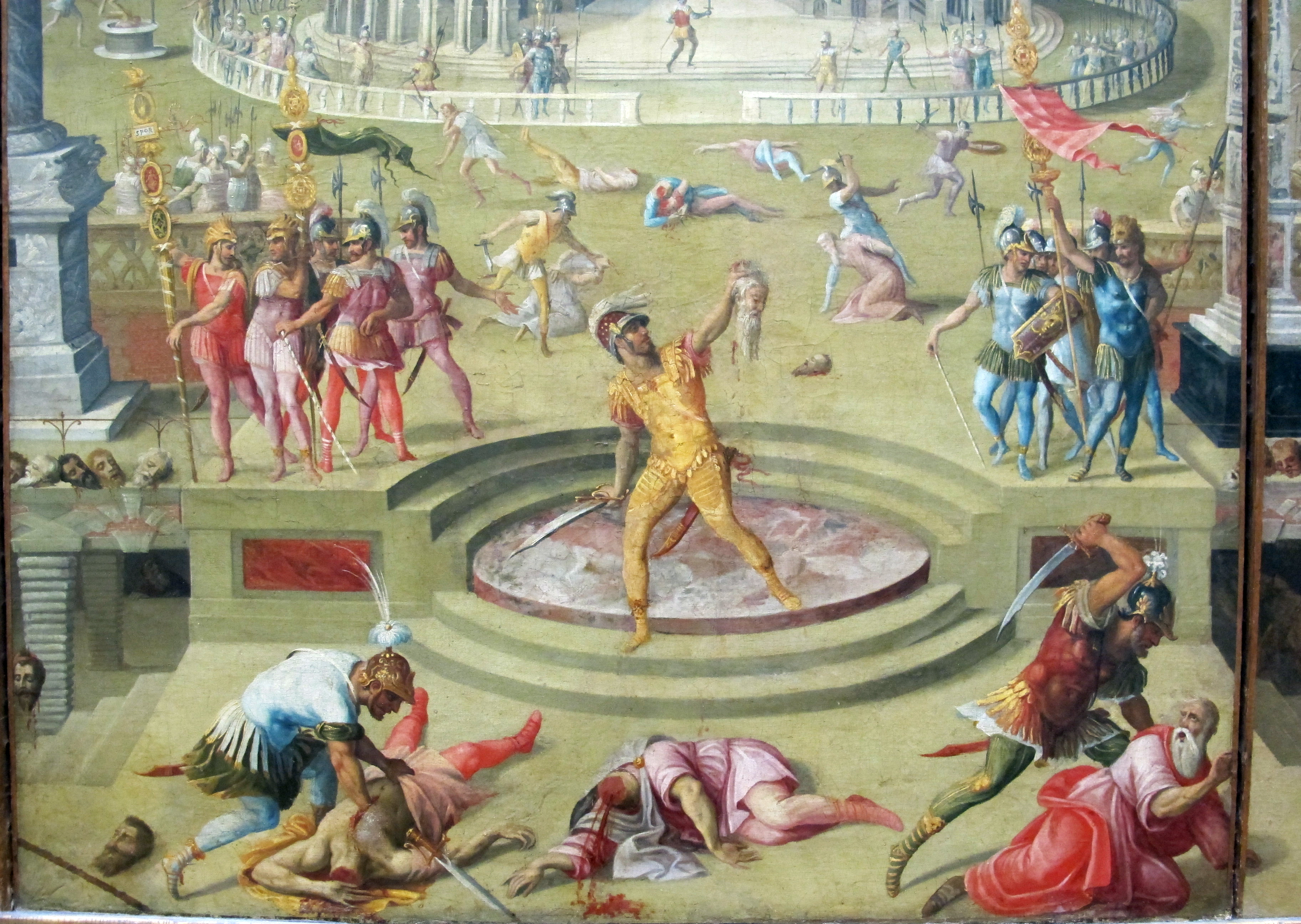
«Винищення тріумвірів у Стародавньому Римі», центральна  частина композиції понизу
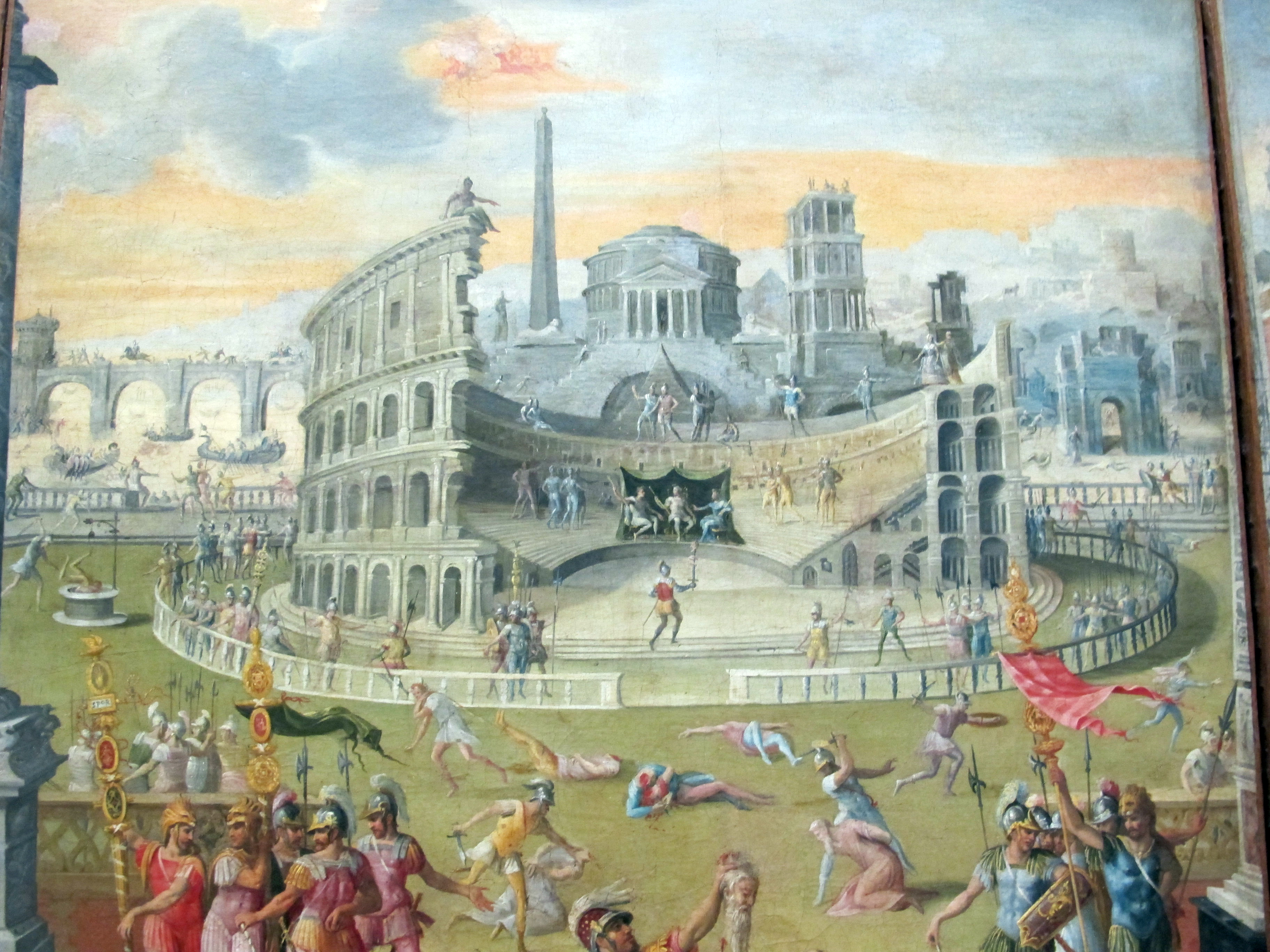
«Винищення тріумвірів у Стародавньому Римі», зображення римського Колізея в композиції
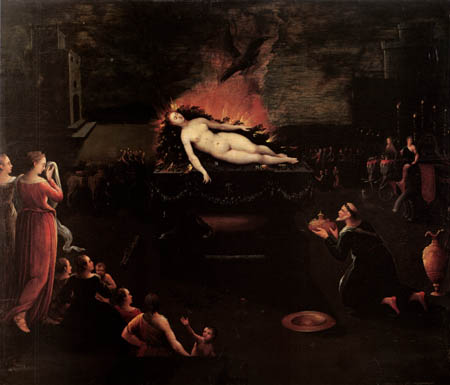
«Апофеоз Сімели»
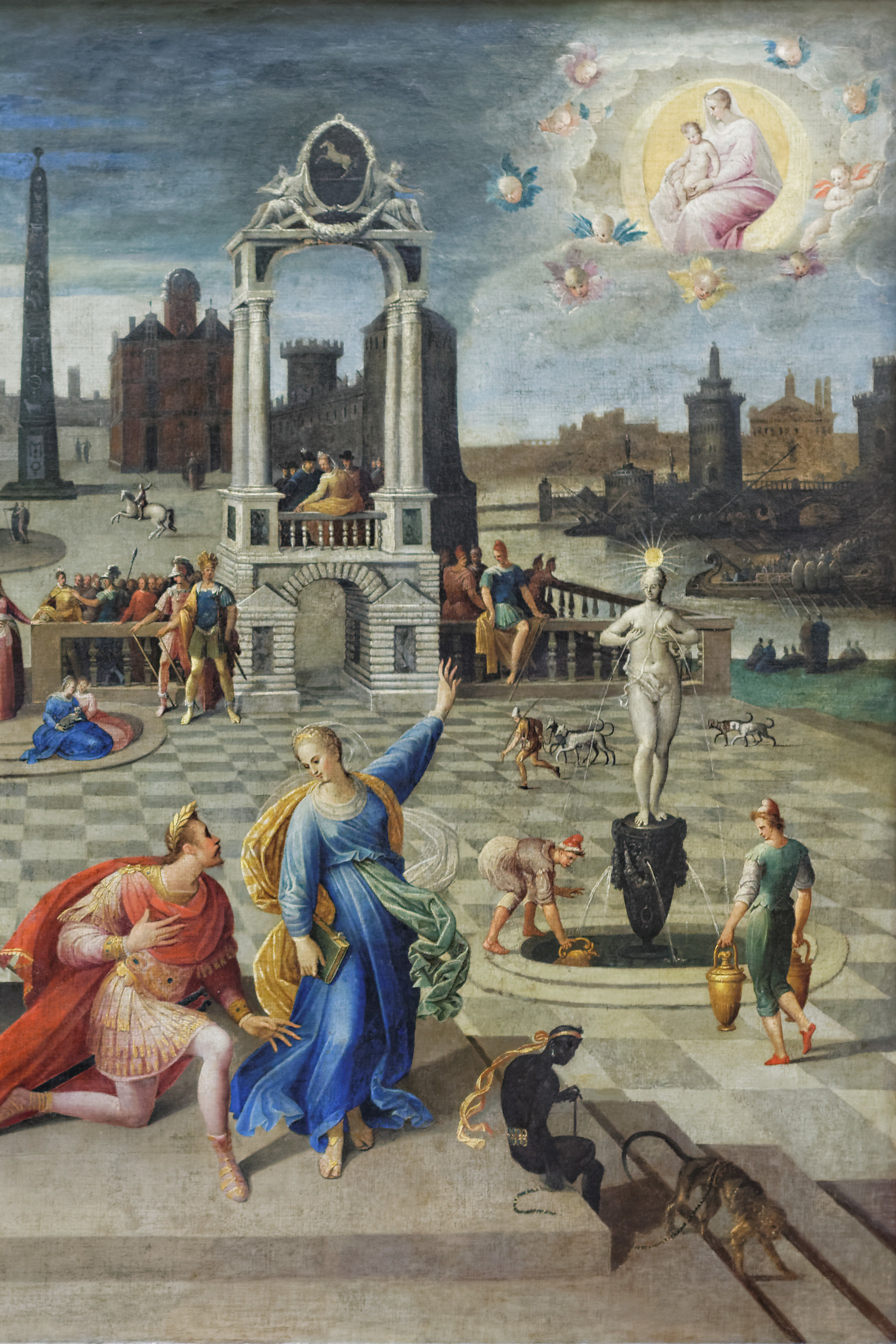
Антуан Карон. «Сивілла Тибуртинська і імператор Октавіан Август», права частина композиції.
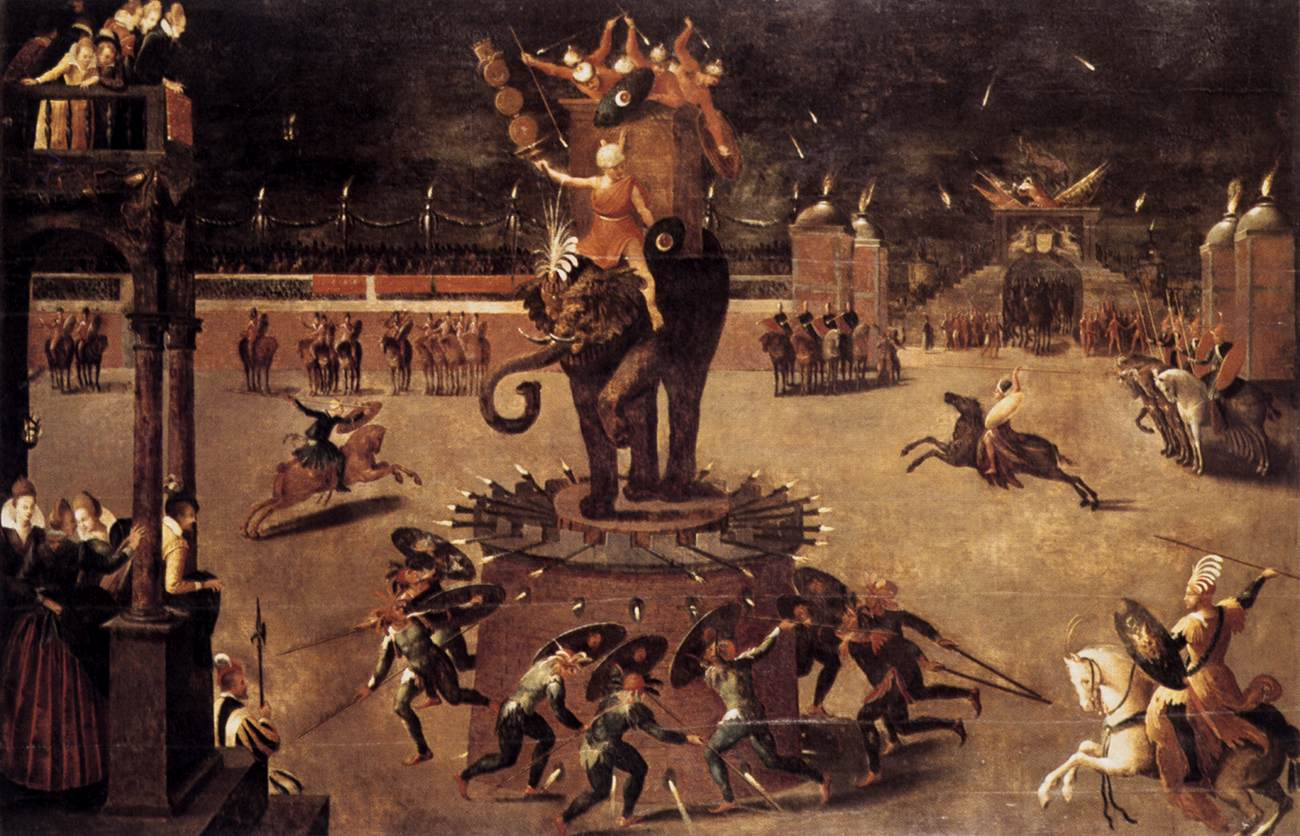
«Турнір зі слоном»